# Ulrich van Gobbel
Ulrich van Gobbel (* 16. Januar 1971 in Paramaribo, Suriname) ist ein ehemaliger niederländischer Fußballspieler mit surinamischen Wurzeln. 

## Karriere

### Verein
Van Gobbel begann seine Profikarriere 1988 bei Willem II Tilburg. Nachdem er schnell zum Leistungsträger wurde, wurden die niederländischen Top-Vereine auf den Defensivspieler aufmerksam. Zur Winterpause der Spielzeit 1989/90 wechselte er zu Feyenoord Rotterdam. Dort hatte es van Gobbel schwer sich durchzusetzen und kam in der Rückrunde auf nur zwei Ligaeinsätze. Erst zur neuen Spielzeit schaffte er es regelmäßige Einsätze zu bekommen. Seine Zeit in Rotterdam war sehr erfolgreich. 1991, 1992, 1994 und 1995 gewann er mit den Rot-Weißen den KNVB-Pokal. Dadurch war der Klub regelmäßiger Teilnehmer am Europapokal der Pokalsieger. Zudem sicherte der Klub sich 1991 den Johan-Cruyff-Schaal, d. h. den nationalen Super-Cup und war damit die erste Mannschaft, abgesehen von 1949, die diesen Pokal in den Händen hielt. 1992, 1993, 1994 und 1995 scheiterte man jeweils an PSV Eindhoven bzw. Ajax Amsterdam. In der Spielzeit 1992/93 wurde van Gobbel mit Feyenoord niederländischer Meister. Im Januar 1996 verließ der Abwehrspieler die Niederlande und transferierte in die Türkei, zu Galatasaray Istanbul. Beim türkischen Spitzenklub sammelte van Gobbel weiter Pokale. Ein paar Monate nach seiner Ankunft gewann er mit Gala den Ziraat Türkiye Kupası, den nationalen Cup, und bald darauf den Präsidenten Pokal. Nachdem van Gobbel zu neuen Saison öfter in der Rolle des Zuschauers war, verließ er den Istanbuler Klub im Oktober 1996 und schloss sich in England dem FC Southampton an. Sein Debüt in der Premier League gab van Gobbel am 19. Oktober 1996, dem 10. Spieltag, im Heimspiel gegen den AFC Sunderland. Beim 3:0-Sieg bot ihn FCS-Trainer Graeme Souness in der Startformation auf. Knapp sicherte sich der Verein den Klassenerhalt in der Premier League. Kurz vor Ende der Transferperiode im Sommer 1997, kehrte van Gobbel wieder in die Niederlande, zu Feyenoord zurück, wo er erneut ein wichtiger Bestandteil für die folgenden Titelsammlungen werden sollte. 1998/99 wurde er zum zweiten Mal niederländischer Meister und machte mit den Super-Cup-Gewinn das Double perfekt. Zu seinem größten Erfolg gehört jedoch der Einzug ins Endspiel um den 2002 gegen Borussia Dortmund. Das Spiel wurde 3:2 gewonnen. Van Gobbel kam jedoch nicht zum Einsatz und stand auch nicht im Kader. Im Sommer des gleichen Jahres beendete er seine aktive Karriere, nachdem er 2001/02 wegen kleinere immer wiederkehrender Verletzungen zu nur noch zwei Ligaeinsätzen kam. Insgesamt absolvierte er 302 Pflichtspiele für die Rot-Weißen und erzielte fünf Treffer.

### Nationalmannschaft
Für Oranje stand van Gobbel von 1993 bis 1994 acht Mal auf dem Feld. Im Sommer 1994 wurde er vom damaligen Bondstrainer Dick Advocaat in den Kader für die Weltmeisterschaft in den USA berufen. Dort kam er zu einem Einsatz. Im ersten Gruppenspiel der WM, am 21. Juni 1994, stand der Abwehrspieler in der Starformation der Niederländer. Beim 2:1-Sieg seines Teams absolvierte van Gobbel die vollen 90 Minuten. In den folgenden Spielen wurde er durch Stan Valckx ersetzt. 

## Erfolge
- KNVB-Pokal mit Feyenoord Rotterdam: 1991, 1992, 1994, 1995
- Johan-Cruyff-Schaal mit Feyenoord Rotterdam: 1991, 1999
- Niederländischer Meister mit Feyenoord Rotterdam: 1993, 1999
- Ziraat Türkiye Kupası mit Galatasaray Istanbul: 1996
- Präsidenten Pokal mit Galatasaray Istanbul: 1996
- UEFA-Pokal mit Feyenoord Rotterdam: 2002